# Trebniški dvorec
Trebniški dvorec, tudi graščina Trebnik ali dvorec Windischgraetz, stoji v Slovenskih Konjicah,
v izteku osi srednjeveške naselbine, na vznožju Konjiške gore, malo nad nadžupnijsko cerkvijo sv. Jurija.

## Arhitektura
Stavbna zasnova dvorca sega še v srednji vek. Glavni dvonadstropni stavbi dvorca sta bili v 18. in 19. stoletju prizidani simetrični stranski krili. 
Severni trakt  je enonadstropna stavba podolžnega tlorisa iz 17. stoletja. Ima obokano pritličje, pred zadnjo prenovo je imel na južni strani v nadstropju in delno v pritličju odprta arkadna hodnika.
Posestvu je pripadalo tudi večje gospodarsko poslopje ter hiša iz 17. stoletja. Našteto predstavlja ohranjeno stavbno dediščino kompleksa, medtem ko sta bili dve gospodarski poslopji in hiša (glej franciscejski kataster) v preteklosti že porušeni. Vhod v dvorec poudarjata stebriščna altana in okrasni balkon, ki počiva na velikih kamnitih konzolah. Krasi ga kovana železna ograja v prvem nadstropju, na kateri je monogram nekdanjih lastnikov.

### Parkovna zasnova, ureditev, vzdrževanje
V 19. stoletju, v obdobju lastništva Windischgraetzov, je bil ob dvorcu, verjetno po navodilih kneginje Christiane roj. Auersperg (1864-1962) in v izvedbi njenega vrtnarja, oblikovan in urejen razsežen, dobrih 10 hektarov velik angleški krajinski park s skulpturami, ribnikoma ter vrtnarijo. V parku se je nekoč nahajala tudi okrasna kmečka hišica s slamnato streho (opisana kot Miniatur-Bauernhäuschen), namenjena knežjim otrokom. V spodnjem delu se park stika s starim trškim jedrom, od katerega vodi do dvorca osna povezava ob današnji strugi kanaliziranega potoka Ribnica, iz starih fotografij pa je razvidno, da je nekoč tu potekal glavni dovoz do dvorca. Izvirna podoba parka v spodnjem delu pod dvorcem je znatno degradirana. Ohranjeni ribnik z mostičkom kaže povsem drugačno podobo od prvotne, saj sta ob nastanku parka tu bila dva ribnika. Med velikimi posegi v času po drugi svetovni vojni so enega od njiju zasuli, tam zgradili teniško igrišče in tudi na novo zgradili mostiček. V drugi polovici 20. stoletja so v tem delu zgradili več športnih igrišč, stavbe vrtca, varstveno-delovnega centra, vodohran, stanovanjsko hišo, manjši športni objekt s plezalno steno...
V primerjavi s spodnjim delom parka je zgornji del nad dvorcem še skoraj v celoti ohranjen. Ponaša z velikim številom različnih drevesnih vrst, sajenih v skupine, drevorede in posamično. V parku najdemo tako avtohtona kot eksotična drevesa, lipo in lipovec, hrast dob, navadno, povešavo in rdečelistno bukev, beli in ostrolistni javor, maklen, javorolistno platano, tulipanovec, gledičevko, črni in beli gaber, brest, divjo češnjo, veliki jesen, brezo, divji kostanj, vrbo žalujko, črno jelšo, robinijo, brek, smreko, tiso, orjaški in ameriški klek... zato park, ki je sedaj prevzel vlogo mestnega parka, predstavlja veliko ambientalno in dendrološko vrednost.
Po njem so po lahnem pobočju do gozdnega roba pod Konjiško goro speljane sprehajalne poti z mešanimi drevoredi, prisotne so posamezne botanične kompozicije skupin dreves, npr. divjih češenj, ter velike parkovne eksote na odprtih jasah.

### Sanacija parkovnih površin
Po žledu februarja 2014 je bila Občina Slovenske Konjice na območju Zavoda za varstvo naravne in kulturne dediščine Celje edina, ki je sama pristopila k strokovni sanaciji mestnih parkovnih površin, poškodovana je bila namreč kar velika večina drevja, oziroma okoli 70 odstotkov drevesnega fonda. S konservartorskim-restavratorskim elaboratom so bili določeni arboristični ukrepi sanacije drevnin na celotnem območju parka. Pod strokovnim nadzorom arboristke Tanje Grmovšek iz Maribora in konservatorke je bilo podrtih 14 dreves in na novo nasajenih 11, 71 drugih pa je bilo strokovno saniranih (večinoma z višino med 10 in 20 metri). Odstranjeno je bilo veliko število drevesnih panjev, sanirane pa so bile tudi travniške površine.

## Kratka zgodovina dvorca
Zgodovina dvorca sega daleč nazaj v 13. stoletje, natančneje v leto 1308, ko se v zgodovinskih virih prvič omenja »Trebnikke«. Že leta 1362 je omenjen dvor pod konjiškim gradom, katerega so do 17. stoletja posedovali baroni Trebniški, nato pa so ga prodali grofom Tattenbach. Sedanji dvorec je med 1630 in 1636 na mestu poprejšnjega srednjeveškega dvora dal pozidati Janez Krištof, grof Reinstein-Tattenbach iz Konjic. Grofom Tattenbachom je bil dvorec po smrti Ivana Erazma Tattenbacha v letih 1670-1685 odvzet in je bil v cesarski lasti. Za Tattenbachi so dvorec imeli v lasti žički kartuzijani, vse do ukinitve kartuzije leta 1782.
Med letoma 1782 in 1826 je s posestvom upravljal verski sklad.

### Obdobje Windischgraetzov
Leta 1828 je dvorec na dražbi v Gradcu od verskega sklada (Religionsfond) kupil knez Weriand zu Windischgrätz in v lasti te rodbine je bil vse do konca druge svetovne vojne. V vojnem obdobju nacistične okupacije rodbina ni prebivala v dvorcu, saj ga je zasedla oblast in v njem nastanila razne vojaške in druge enote. Po vojni je dvorec skupaj z drugimi posestmi rodbine država zaplenila in nacionalizirala.

### Novejša zgodovina
V povojnem obdobju je dvorec služil v različne namene, v njem je bila gostilna, vrtec, dom ostarelih občanov, glasbena šola itd. Podobno kot druga tovrstna zgodovinska stavbna dediščina v Sloveniji ni bil deležen primernega vzdrževanja. Iz občinske lastnine je leta 1996 prešel v last gospodarske družbe, ki se je zavezala za njegovo prenovo, vendar ni imela interesa in ne sredstev, temveč je nepremičnino celo obremenila z bančnimi krediti in hipotekami ter dvorec prepustila propadu, dokler ni leta 2012 lastništvo in prenovo prevzela Občina Slovenske Konjice.

## Sedanjost
Dvorec ima na novo obnovljen severni trakt, nekdaj imenovan  »Bezirzgang«, danes pa »Dvor Trebnik«, v katerem so sedaj manjša večnamenska dvorana, poimenovana po kneginji Christiani, restavracija in drugi lokali..., v nadstropju pa je možno najeti nekaj opremljenih sob. V južnem traktu (v delu glavne stavbe) so sedaj prostori glasbene šole.